# اندوور (فلوریدا)
اندوور (به انگلیسی: Andover) یک منطقهٔ مسکونی در ایالات متحده آمریکا است که در شهرستان میامی-دید، فلوریدا قرار دارد. اندوور ۴٫۶ کیلومتر مربع مساحت و ۸٬۴۸۹ نفر جمعیت دارد.